# Beeldenpark van de National Gallery of Australia

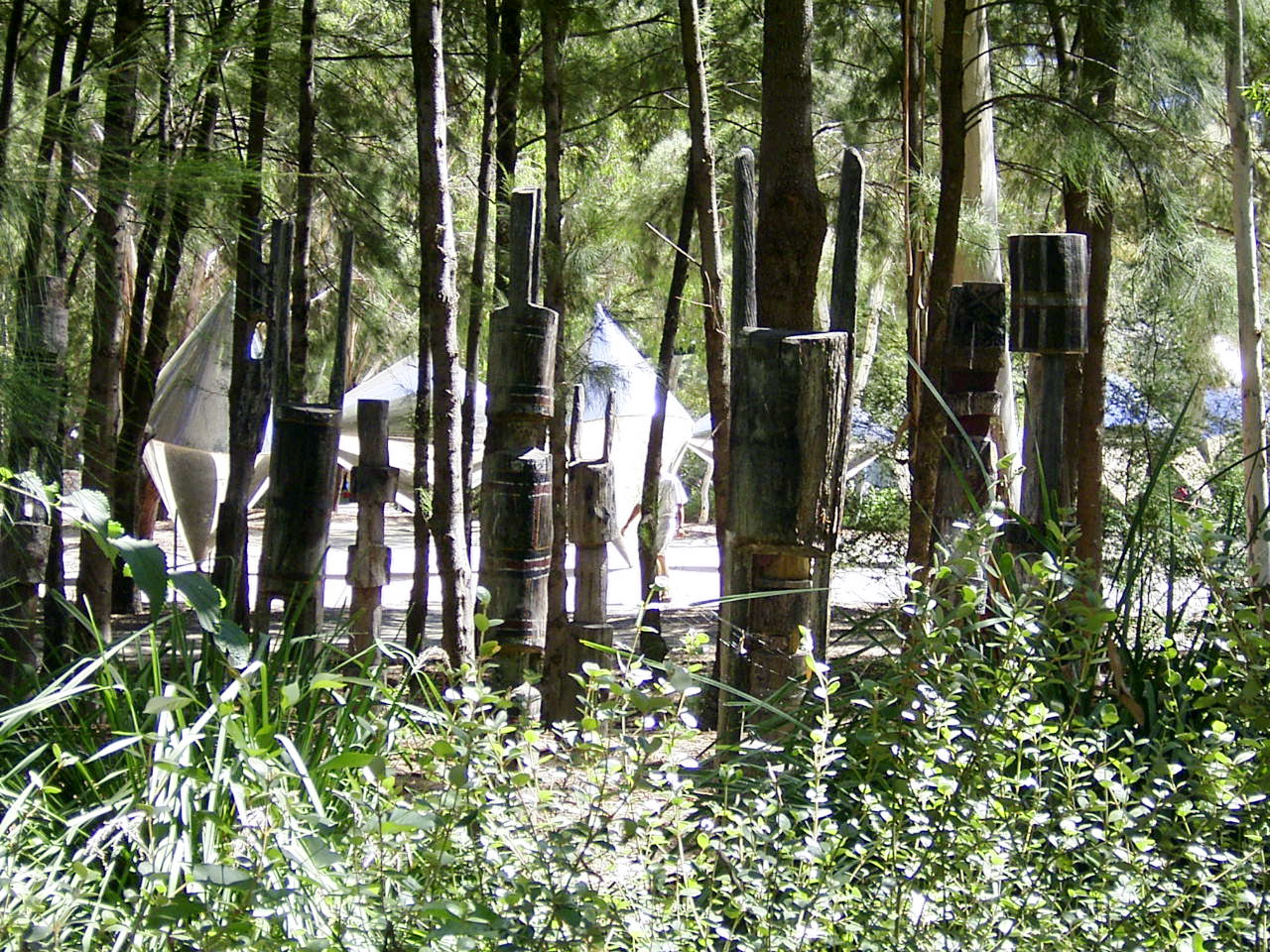
Pukamani Burial Poles

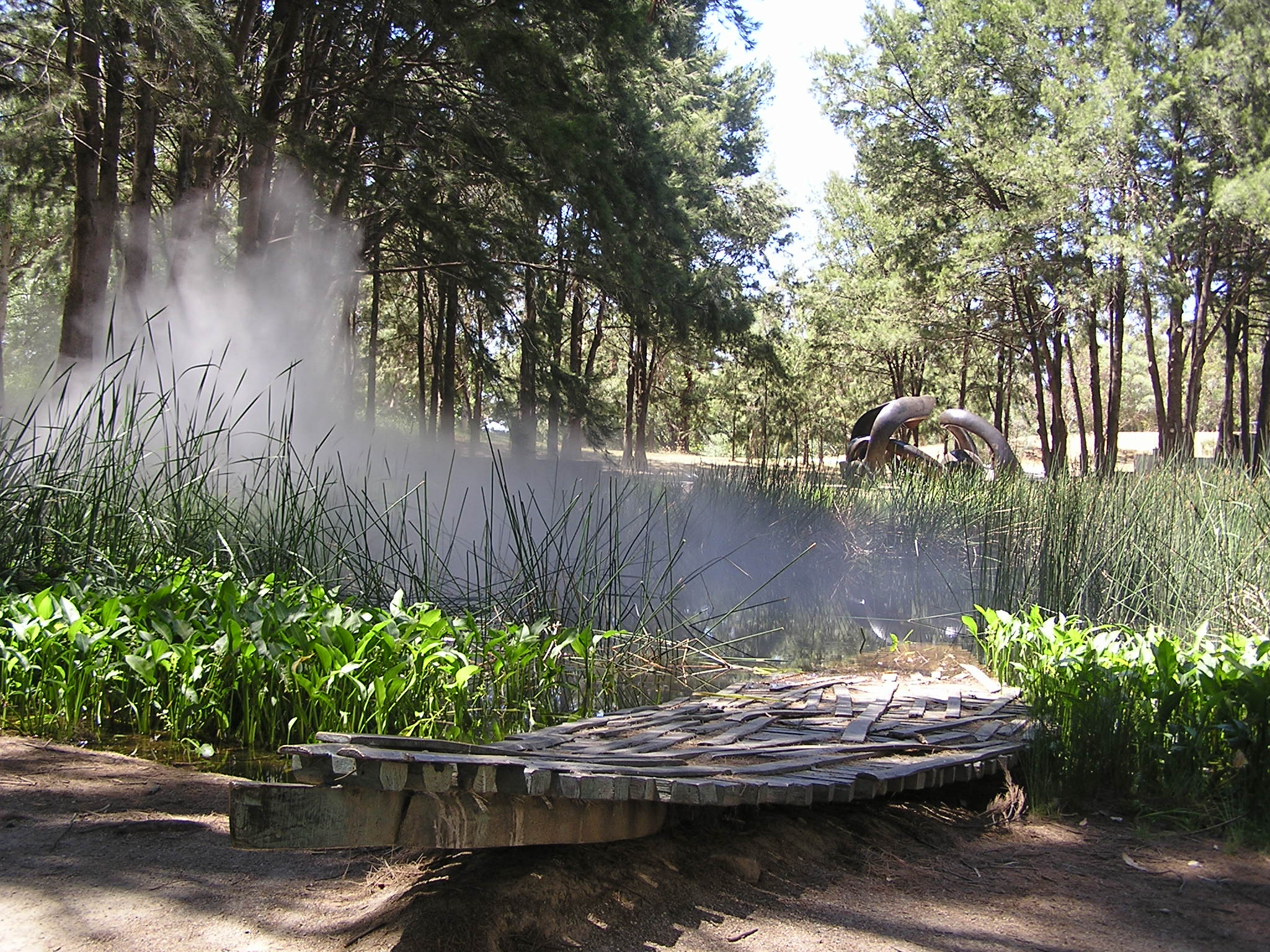
On the beach again en Fog Sculpture

Het Beeldenpark van de National Gallery of Art is de beeldentuin gelegen tussen de National Gallery of Australia en Lake Burley Griffin in de Australische hoofdstad Canberra.

## Geschiedenis
De bouw van de National Gallery werd in 1981 voltooid, waarna direct een aanvang werd gemaakt met de aanleg van het beeldenpark naar een ontwerp van landschapsarchitect Harry Howard and Associates. De plannen hiertoe dateerden van 1978 en diverse beelden waren reeds aangeschaft, zoals Hill Arches (Henry Moore), Bobine (Alexander Calder), Virginia (Clement Meadmore) en enkele werken van Auguste Rodin. De eerste beelden werden in 1982 geplaatst. De collectie werd vanaf 1983 met vele sculpturen en sculptuurprojecten uitgebreid, zoals de Fern Garden van Fiona Hall in 1998.

## Collectie
In het beeldenpark zijn werken te zien van onder anderen:
- Aristide Maillol - La Montagne (1937 - cast 1973))
- Auguste Rodin - De Burgers van Calais (1885/86 - cast 1967/85), Jean de Fiennes (1885/86), Jean d'Aire (1885/86) en Eustache de Saint Pierre (1885/6)
- Émile-Antoine Bourdelle - Penelope (1912 - cast 1972)
- Gaston Lachaise - Floating figure (1927 - cast 1979)
- Richard Stankiewicz - Australia no. 15 (1969 - geplaatst in 1996)
- Henry Moore - Hill Arches (1973)
- Fujiko Nakaya - Fog sculpture (1976) (werkt iedere middag van 12.00 uur tot 14.00 uur)
- Mark di Suvero - Ikook (1971/72)
- George Baldessin - Pears, version nummer 2 (1973-6)
- Bert Flugelman - Cones (1976/82)
- Robert Klippel - Group of eight bronzes (1981) en No. 751
- Robert Stackhouse - On the beach again (1984)
- Inge King - Temple gate (1976/77) en Wandering Angel (2000)
- Clement Meadmore - Virginia (1970/73)
- Rick Amor - The dog (2002)
- Neil Dawson - Diamonds (2002)

Bij de entree van het museum bevinden zich nog de werken:
- Alexander Calder - La Bobine (1970)
- Judy Watson - Fire and Water (2007) een land art-project
- Nigel Hall - Wall sculpture for the entrance (1992)

## Fotogalerij

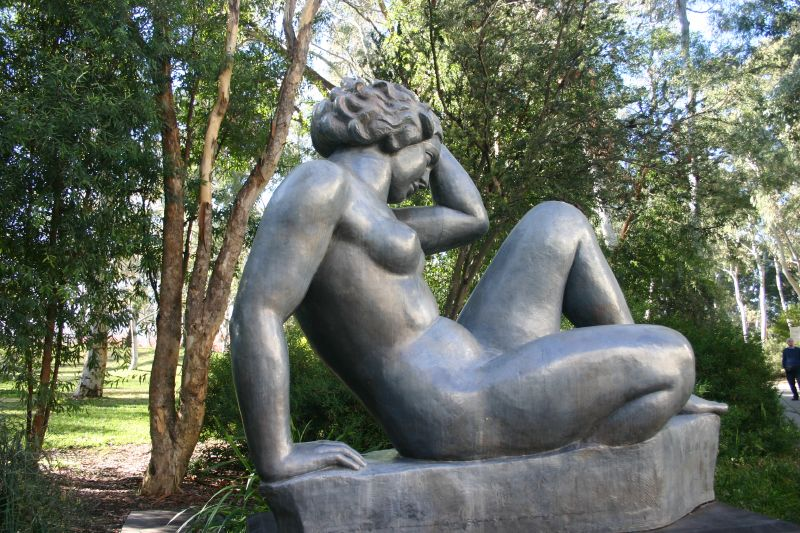
La Montagne van Aristide Maillol
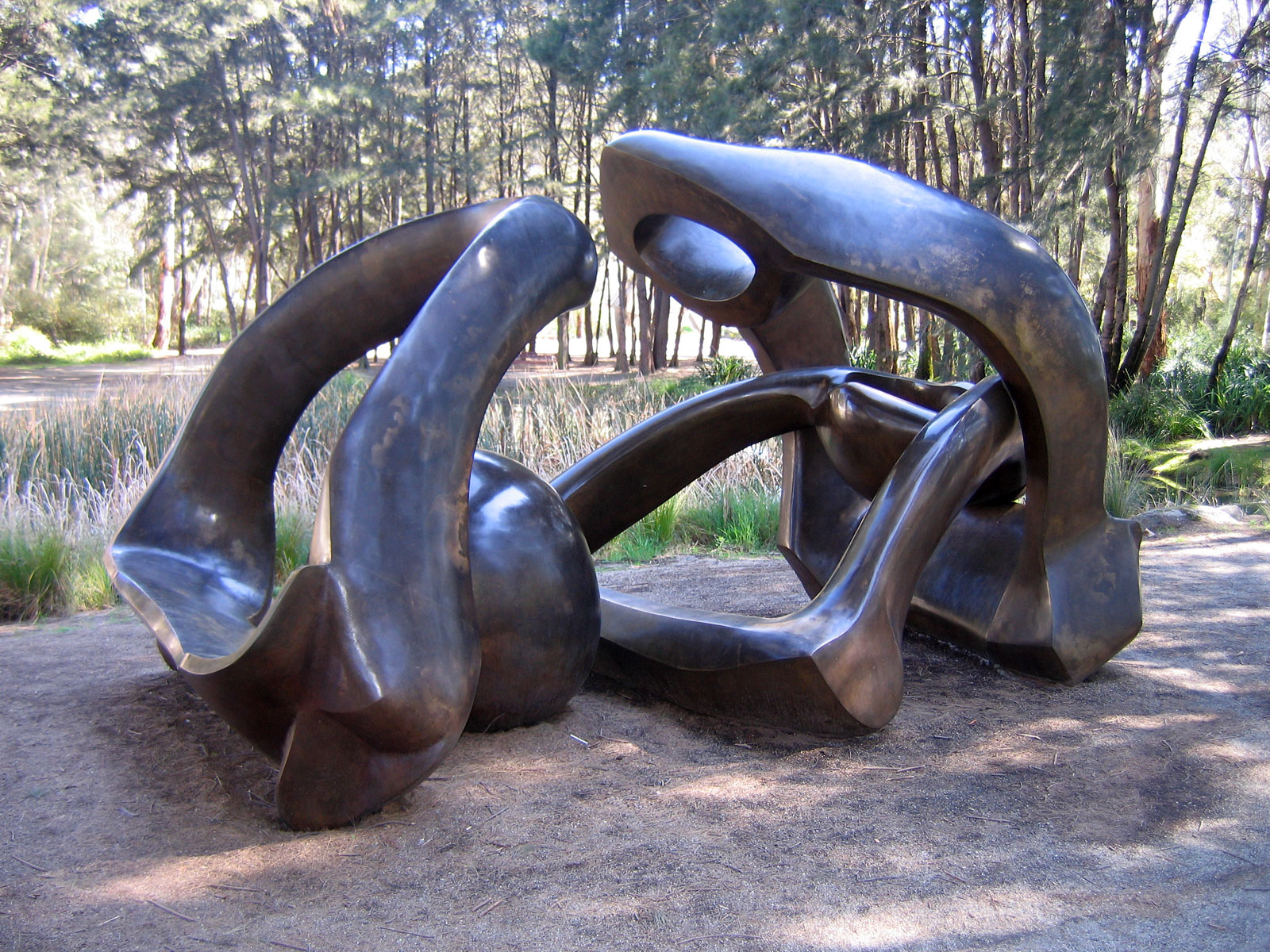
Hill Arches van Henry Moore
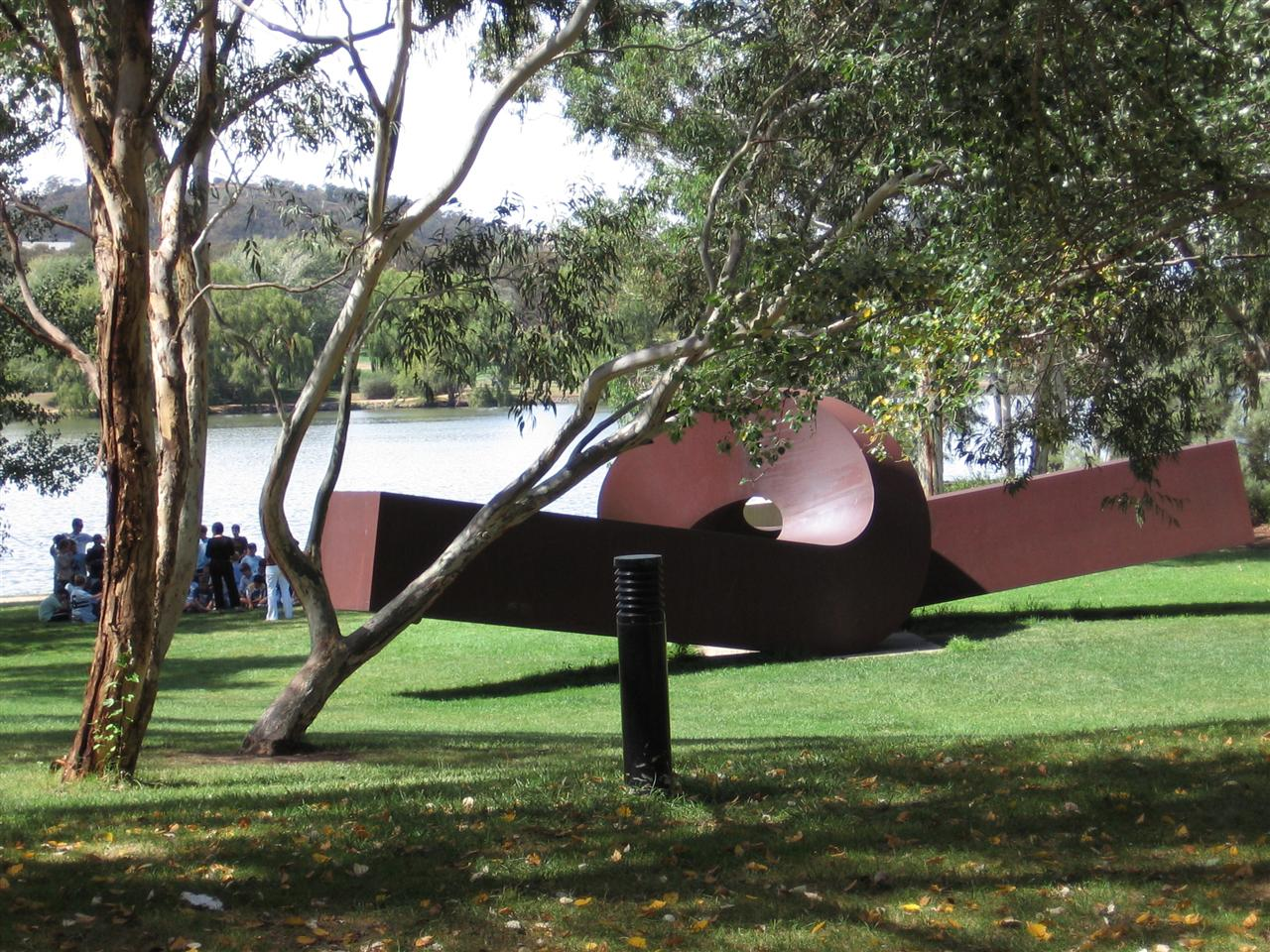
Virginia van Clement Meadmore
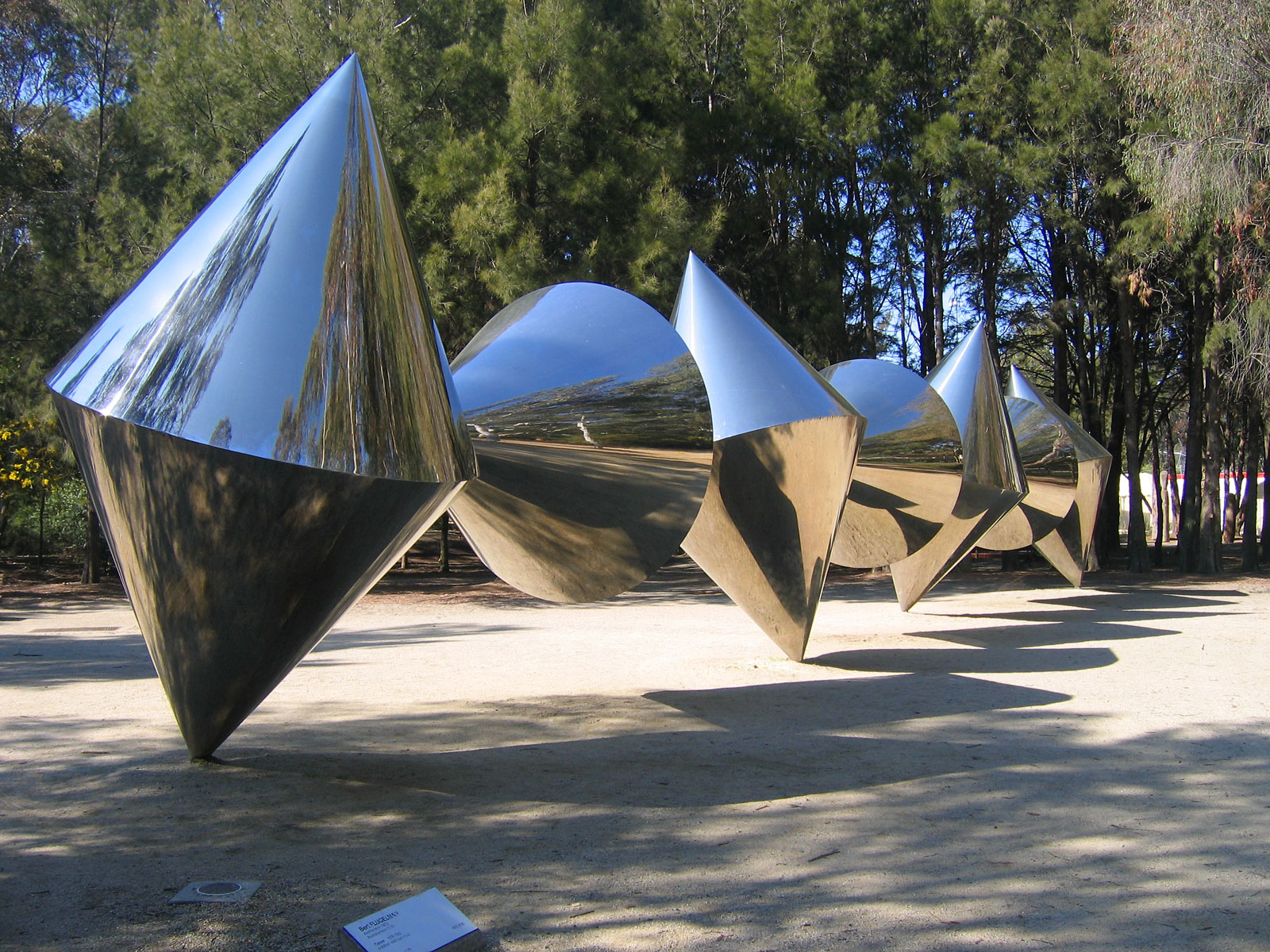
Cones van Bert Flugelman
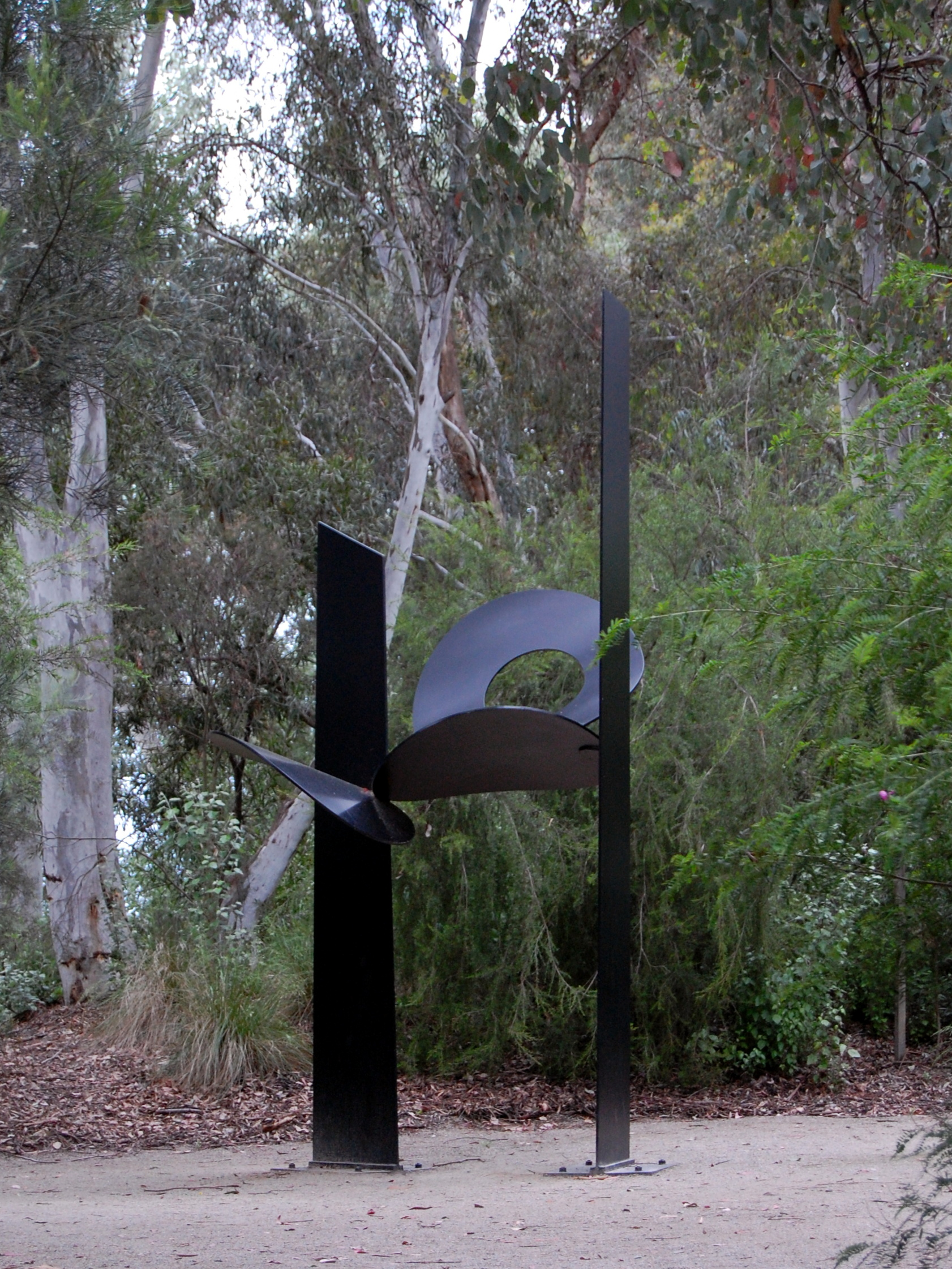
Temple Gate (1976/77) van Inge King
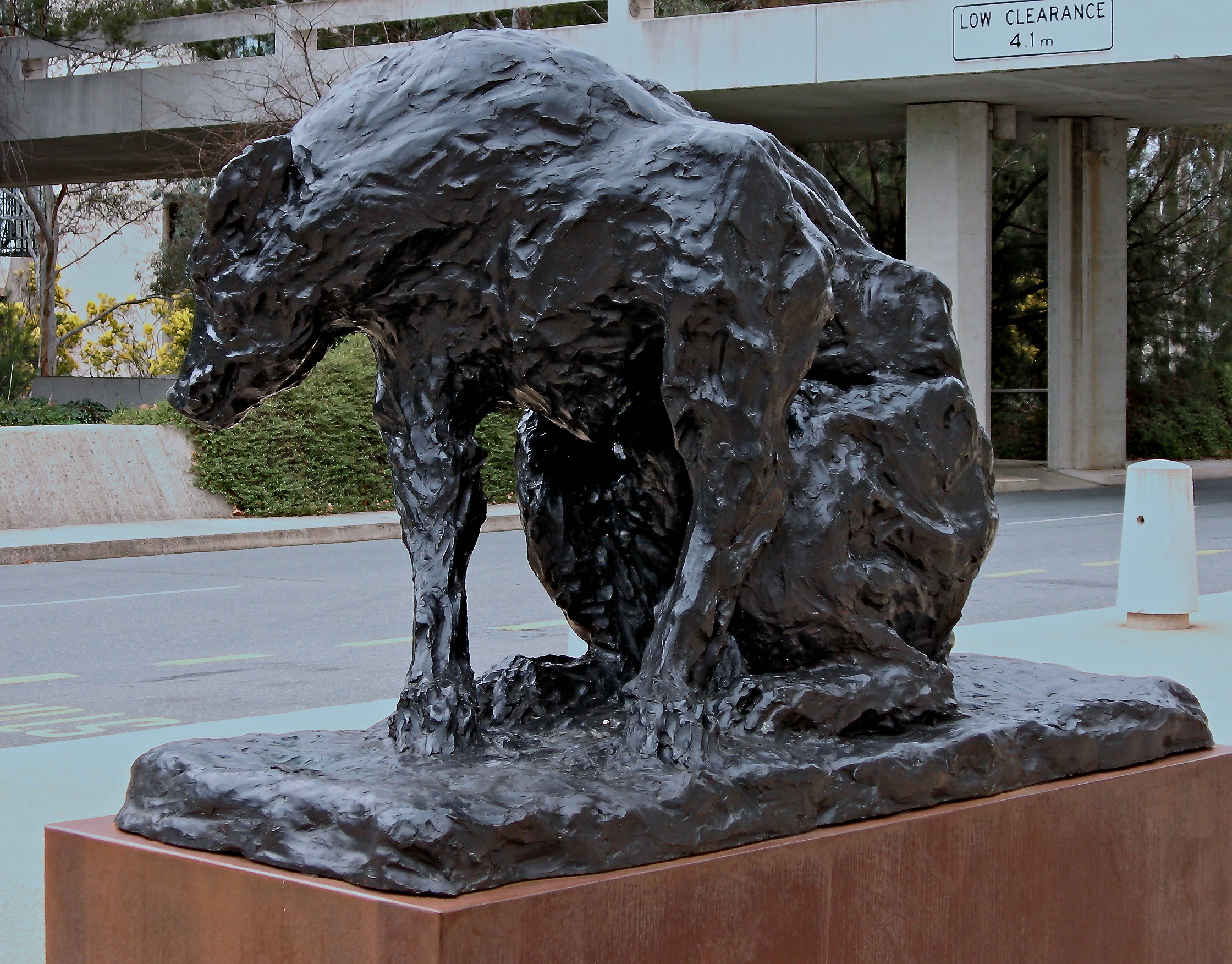
The Dog van Rick Amor